# Алюминат магния
Алюминат магния — неорганическое соединение,
двойной оксид магния и алюминия с формулой Mg(AlO2)2,
бесцветные кристаллы,
не растворяется в воде.

## Получение
- В природе встречается полудрагоценный минерал благородная шпинель — Mg(AlO2)2, окрашен примесями в разные цвета.
- Сплавление оксидов магния и алюминия:

{\displaystyle {\mathsf {MgO+Al_{2}O_{3}\ {\xrightarrow {T}}\ Mg(AlO_{2})_{2}}}}

## Физические свойства
Алюминат магния образует бесцветные кристаллы
кубической сингонии,
пространственная группа F d3m,
параметры ячейки a = 0,8106 нм, Z = 8.
Не растворяется в воде.